# تگال
تگال (اندونزیایی: Tegal, Central Java) شهری در استان جاوه مرکزی کشور اندونزی است. جمعیت این شهر بر اساس سرشماری سال ۱۹۹۰ میلادی، ۲۲۵٫۶۱۰ نفر و بر اساس سرشماری سال ۲۰۰۰ میلادی، ۲۳۴٫۴۲۳ بوده که در سال ۲۰۰۷ میلادی به ۲۳۷٫۴۸۰ نفر افزایش یافته‌است.